# INCLINATION II
『INCLINATION II』（インクリネーション・ツー）は、浜田麻里の4枚目のベスト・アルバム（品番：MOCR-3011/2）。

## 解説
歌手活動20周年を記念したベスト・アルバム。
1993年から2003年までの楽曲に絞り選曲。
1994年リリース『INCLINATION』続編の位置づけであり、2枚組CDはDisc.3・Disc.4と名付られている。Disc.3は海外リリースされた国内未発表曲を含む楽曲を纏めた。
本作品発表後の10年後にあたる2013年には第三弾『INCLINATION III』を発表している。
初回生産分のみ、三方背BOX仕様。
デビュー20周年の一環で3か月連続リリースを敢行。本作に続いてシングル「Ash And Blue」（2003年7月30日発売）とアルバム『Sense Of Self』（2003年8月27日発売）が発表された。
本作ではノベルティ・グッズとしてプラスチック・ピルケースを製作。一部CDショップでの予約特典並びに各メディアに配布された。
2014年現在、本作品はiTunes Store等の音楽配信サイトでは未配信となっている。

## 批評
『CDジャーナル』は「さまざまな仕掛けで熱烈なファン心をくすぐる」と評した。

## 収録曲
作詞：浜田麻里（特記以外）

### Disc.3
1. If It's Love （「Is This Justice?」別詞）
  - 作曲：浜田麻里・Jody Gray・大槻啓之
2. Someone Like You
3. Heart In Motion （「Forever」英語詞）
  - 作曲：大槻啓之
4. I Have a Story to Tell
  - 作曲：浜田麻里・大槻啓之
5. Get Lucky Tonight （「Call My Luck」の英語詞）
6. With All My Heart （「Over The Rainbow」の英語詞）
  - 作曲：大槻啓之
7. If You're Looking For Love
  - 作詞・作曲：浜田麻里・Jody Gray・Marc Tanner
8. Color Blind （「Paradox」の英語詞）
  - 作曲：増崎孝司
9. Hold On (One More Time)
  - 作詞・作曲：浜田麻里・Jody Gray・Marc Tanner
10. In My Private Heaven （「Private Heaven」の英語詞）
  - 作曲：浜田麻里・Marc Tanner・大槻啓之
11. Out Of My Hands （「Open Your Heart」の英語詞）
12. Going Through the Motions
  - 作詞：浜田麻里・Jody Gray・Marc Tanner
  - 作曲：Marc Tanner・Jody Gray・大槻啓之
13. Fixing a Broken Heart (feat. Indecent Obsession)
14. Heaven Knows (When I Wish Upon A Star)（「Heaven Knows」の英語詞)
  - 作曲：大槻啓之
15. More Than Ever -For Such A Long Time- （「More Than Ever」の別詞）
  - 作詞：浜田麻里・Jody Gray　作曲：浜田麻里・山浦克己・増田隆宣
16. Only Love （「My Tears」の英語詞）
  - 作曲：増田隆宣

### Disc.4
1. Tricky World
  - 作曲：浜田麻里・藤井陽一
2. Wish Me Love
  - 作曲：浜田麻里
3. Insomnia
  - 作曲：大槻啓之
4. Luna Sympathy
  - 作曲：浜田麻里・藤井陽一
5. Millenia
  - 作曲：樹風佳
6. Emergency
  - 作曲：大槻啓之
7. Summer Days
  - 作曲：浜田麻里・藤井陽一
8. Hey Mr. Broken Heart
  - 作曲：浜田麻里・藤井陽一
9. Antique (Re-recording)
  - 作曲：浜田麻里・増崎孝司
10. Love Renaissance
  - 作曲：大槻啓之
11. Be Yourself
  - 作曲：浜田麻里・Joey Carbone
12. Promised Land （Re-recording）
  - 作曲：浜田麻里・藤井陽一
13. Crazy Love
  - 作曲：浜田麻里・大槻啓之
14. Since Those Days （Re-recording）
  - 作曲：浜田麻里・藤井陽一
15. Regret
  - 作曲：浜田麻里・藤井陽一